# Okręg Morlaix
Okręg Morlaix (fr. Arrondissement de Morlaix) – okręg w północno-zachodniej Francji. Populacja wynosi 127 tysięcy.

## Podział administracyjny
W skład okręgu wchodzą następujące kantony:
- Landivisiau,
- Lanmeur,
- Morlaix,
- Plouescat,
- Plouigneau,
- Plouzévédé,
- Saint-Pol-de-Léon,
- Saint-Thégonnec,
- Sizun,
- Taulé.